# HRV Twenty20
HRV Twenty20 – coroczny, zapoczątkowany w sezonie 2005–06, turniej krykietowy w odmianie Twenty20, mający na celu wyłonienie najlepszej drużyny Nowej Zelandii. Nazwę obecnego sponsora nosi od sezonu 2009–10. Wcześniej znany jako State Twenty20.
Organizatorem zawodów jest New Zealand Cricket (krajowy związek krykieta), a udział w nich od początku istnienia bierze 6 drużyn reprezentujących regionalne związki: Auckland Aces, Canterbury Wizards, Central Stags, Northern Knights, Otago Volts i Wellington Firebirds.

## Zwycięzcy State/HRV Twenty20
- 2005–06 Canterbury Wizards
- 2006–07 Auckland Aces
- 2007–08 Central Stags
- 2008–09 Otago Volts
- 2009–10 Central Stags
- 2010–11 Auckland Aces
- 2011–12 Auckland Aces
- 2012–13 Otago Volts
- 2013–14 Northern Knights